# Kai (sångare)
Alessia De Gasperis Brigante, mer känd som sitt artistnamn Kai är en sångare från Toronto, Kanada. 

## Diskografi

### Singlar
- 2012 - Need Your Heart med Adventure Club
- 2013 - Revolution med Diplo
- 2015 - Mind med Skrillex och Diplo[1][2]
- 2016 - Never Be Like You med Flume[3]